# سیارک ۱۸۹۴۸
سیارک ۱۸۹۴۸ (به انگلیسی: 18948 Hinkle، نامگذاری:2000QT79) هجده هزار و نهصد و چهل و هشتمین سیارک کشف شده‌است که در ۲۴ اوت ۲۰۰۰ کشف شد.
قدر مطلق سیارک برابر ۱۷.۰ است.